# Kato Zodia
Kato Zodia (gr. Κάτω Ζώδεια) – wieś na Cyprze, w dystrykcie Nikozja.